# Echo (miesięcznik)
Echo – miesięcznik redagowany przez włocławskie szkoły średnie w okresie międzywojennym. Około 1926 r. siedziba redakcji mieściła się przy ul. Szkolnej 6, kuratorem miesięcznika był wówczas ks. Antoni Bogdański, a redaktorami Tadeusz Guzenda i Jerzy Wiśniewski.